# This Is the Way
This Is the Way je drugi studijski album sastava Rossington Collins Band. Objavljen je u čast Collinsove supruge Kathy koja je iznenada preminula. Ovo je zadnji album koji je sastav objavio.

## Popis pjesama
1. "Gotta Get It Straight" (Krantz, Powell, Rossington) – 4:43
2. "Tashauna" (Krantz, Rossington) – 4:57
3. "Gonna Miss It When It's Gone" (Collins, Krantz, Rossington) – 3:51
4. "Pine Box" (Harwood) – 3:04
5. "Fancy Ideas" (Harwood, Hess, Wilkeson) – 4:36
6. "Don't Stop Me Now" (Krantz, Rossington) – 3:43
7. "Seems Like Every Day" (Krantz, Rossington) – 4:30
8. "I'm Free Today" (Harwood) – 3:24
9. "Next Phone Call" (Krantz, Rossington) – 3:33
10. "Means Nothing to You" (Harwood) – 5:00

## Izvođači
- Allen Collins - gitara
- Barry Lee Harwood - gitara, vokali
- Derek Hess - bubnjevi
- Dale Krantz - vokal
- Billy Powell - klavijature
- Gary Rossington - gitara
- Leon Wilkeson - bas-gitara